# Ушенина, Анна Юрьевна
А́нна Ю́рьевна Уше́нина (укр. Анна Юріївна Ушеніна; род. 30 августа 1985, Харьков) — украинская шахматистка, гроссмейстер (2012), гроссмейстер среди женщин (2003). 14-я в истории шахмат и первая среди украинских шахматисток чемпионка мира (с 1 декабря 2012 года до 20 сентября 2013). Победительница шахматной олимпиады (2006) в составе женской сборной Украины, победительница командного чемпионата Европы (2013) и победительница командного чемпионата мира (2013). Чемпионка Европы по шахматам (2016). Окончила Харьковскую государственную академию физической культуры.

## Биография
Родилась в Харькове 30 августа 1985 года. По национальности — еврейка. 
Мама научила её играть в шахматы в 7 лет. В 1997 году в Киеве победила на чемпионате Украины среди девочек до 12 лет. В 1998 и 1999 годах победила на чемпионатах Украины среди девочек до 14 лет. В 2000—2002 годах занималась шахматами в харьковской спортивной школе олимпийского резерва, в этот период её тренером был международный мастер Артём Цепотан. В 2000 и 2002 годах выигрывала чемпионат Украины среди девушек до 20 лет.
В 2002 году вместе с украинской национальной командой Ушенина завоёвывает золотые медали на чемпионате Европы среди девушек до 18 лет. Кроме того, получает серебряную медаль за результат 4½ из 6 на первой доске.
В 2003 году получила звание международного гроссмейстера среди женщин.
В 2005 году победила на чемпионате Украины среди женщин в Алуште. На первенстве Европы среди женщин в Пловдиве заняла 3-е место.
На олимпиаде в 2006 году в Турине играла на запасной доске; команда завоевала золотую медаль.
В 2007 году на командном первенстве Европы в Ираклионе завоевала золотую медаль на 3-й доске с результатом 5 из 7 в составе женской национальной команды Украины.
В Екатеринбурге в 2007 году на командном первенстве мира играла на 2-й доске, команда, так же, как и Анна (6½ из 9), завоевала бронзовые медали. Ей присвоено звание международного мастера среди мужчин.

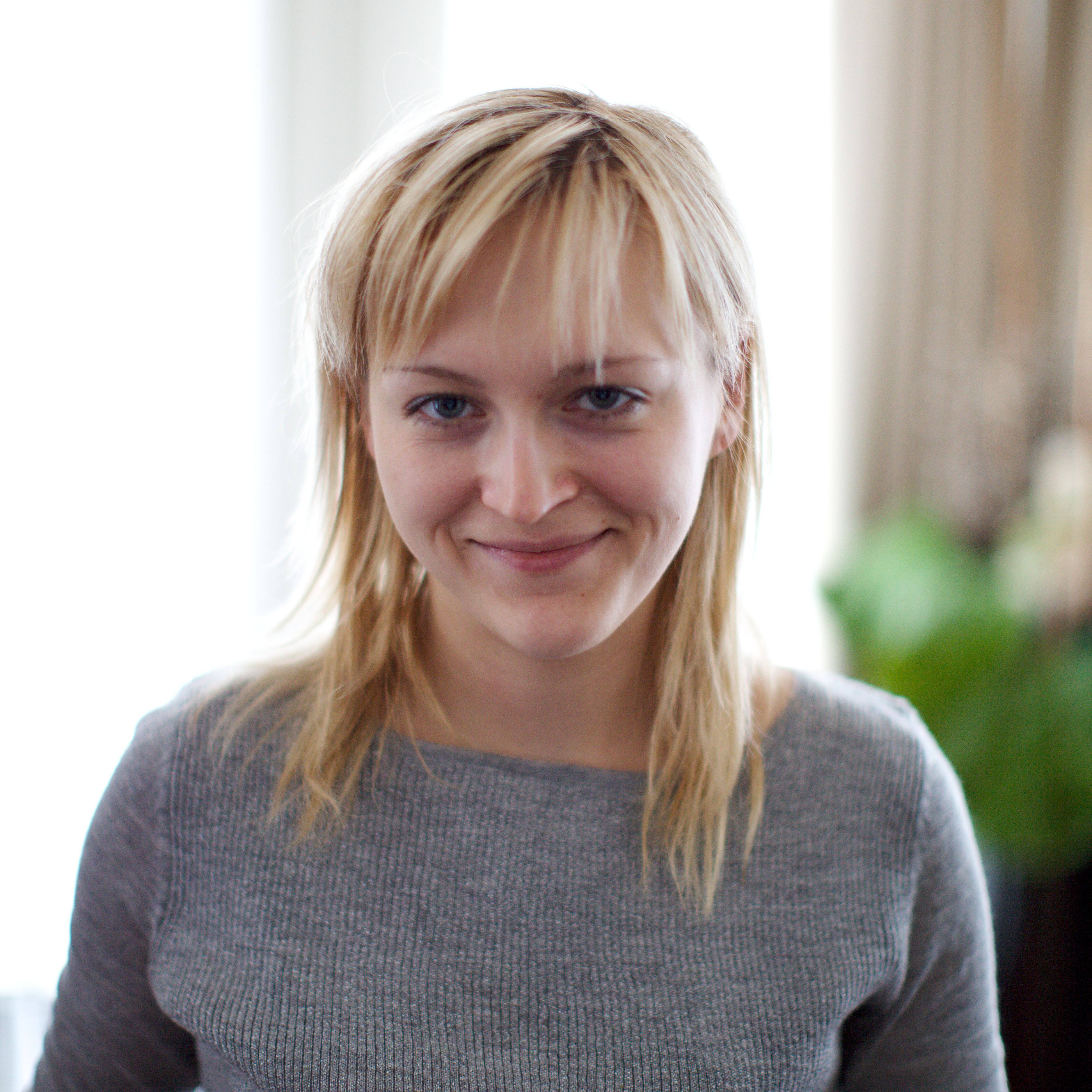
Анна Ушенина на женском Гран-при в Женеве, 2013 год

На олимпиаде в 2008 году в Дрездене вместе с командой добилась 2-го места, играла на 3-й доске.
В Стамбуле (Турция) на 40-й Международной шахматной Олимпиаде (с 27 августа по 9 сентября 2012 года) в составе женской сборной Украины представительница Харьковского «Динамо» Анна Ушенина заняла 3-е место и набрала на своей доске 7 очков из 10 возможных (без единого поражения), внеся существенный вклад в итоговый результат команды.
В Ханты-Мансийске на Чемпионате мира среди женщин (2012) выиграла шахматную корону, обыграв в финале на тай-брейке Антоанетту Стефанову из Болгарии (2:2, 1½:½). По результатам выступления на этом турнире Анне было присвоено звание международного гроссмейстера (28-я женщина в этом списке).
В Астане (Казахстан) на 4-м командном чемпионате мира (со 2 по 13 марта 2013 года) Анна Ушенина стала победительницей в составе женской сборной Украины, а также заняла 2-е место на 2-й доске, набрав 6 очков из 8 возможных.
2 апреля в Киеве сыграла первый в истории Украины поединок по продвинутым шахматам. Её партия с международным мастером Еленой Бойцун закончилась вничью.
В составе сборной Украины стала победительницей командного чемпионата Европы, проходившего в Варшаве с 7 по 17 ноября 2013 года, а также завоевала бронзовую медаль на 2-й доске с результатом 6,5 очков из 8.
Серебряный призёр Еврейской Олимпиады (Маккабиады) 2017 года.
В 2022 году повторила результат шахматной олимпиады в Турине. На олимпиаде в Ченнаи завоевала большую золотую медаль (за команду) и малую серебряную медаль (на своей доске).

## Изменения рейтинга
| Графики недоступны из-за технических проблем. См. информацию на Фабрикаторе и на mediawiki.org. |